# Гран-прі ФІДЕ 2012—2013
Гран-прі ФІДЕ 2012–2013 — серія з шести шахових турнірів, які є частиною кваліфікаційного циклу чемпіонату світу з шахів 2014 року.
За підсумками шести турнірів серії гран-прі Веселин Топалов та  Шахріяр Мамед'яров, зайнявши відповідно перше та друге місця в загальному заліку,  отримали право виступу в турнірі претендентів на матч за шахову корону 2014 року.
Серія турнірів Гран-прі ФІДЕ 2012–2013 відбувалася в шести містах: Лондоні, Ташкенті, Цузі, Салоніках, Пекіні та Парижі. Початок серії 20 вересня 2012 року в Лондоні, закінчення 5 жовтня 2013 року в Парижі.

### Формат турніру
Для участі в турнірі були відібрані 18 шахістів. Кожен шахіст мав право брати участь у чотирьох з шести турнірів.
В кожному турнірі бере участь 12 шахістів.
За перемогу в окремій партії гравцям нараховують 1 очко, за нічию ½ очка та 0 очок за поразку.
Призовий фонд окремого етапу гран-прі становить 170 000 євро, призовий фонд за підсумками всього циклу гран-прі становить 420 000 євро та розподіляється між першими 9-ма шахістами.
Розподіл очок та сума призових наступна:
| Місце | Очки | Призові за окремий етап | Призові за підсумками 6-ти етапів |
| ----- | ---- | ----------------------- | --------------------------------- |
| 1     | 170  | 25 000 Євро             | 100 000 Євро                      |
| 2     | 140  | 22 500 Євро             | 80 000 Євро                       |
| 3     | 110  | 20 000 Євро             | 60 000 Євро                       |
| 4     | 90   | 17 500 Євро             | 50 000 Євро                       |
| 5     | 80   | 15 000 Євро             | 40 000 Євро                       |
| 6     | 70   | 13 000 Євро             | 30 000 Євро                       |
| 7     | 60   | 12 000 Євро             | 25 000 Євро                       |
| 8     | 50   | 11 000 Євро             | 20 000 Євро                       |
| 9     | 40   | 10 000 Євро             | 15 000 Євро                       |
| 10    | 30   | 9 000 Євро              |                                   |
| 11    | 20   | 8 000 Євро              |                                   |
| 12    | 10   | 7 000 Євро              |                                   |

У разі розподілу місць, очки розподіляють рівномірно.
В загальний залік враховуються тільки три найкращі результати в серії. Шахіст із найбільшою кількістю очок за підсумками всіх шести турнірів Гран-прі визнається переможцем.

### Учасники
Шахісти були кваліфіковані на турнір кількома способами:
| Шахіст              | Країна      | Спосіб кваліфікації                            |
| ------------------- | ----------- | ---------------------------------------------- |
| Борис Гельфанд      | Ізраїль     | Віце-чемпіон світу 2012 року                   |
| Петро Свідлер       | Росія       | Кубок світу ФІДЕ 2011                          |
| Олександр Грищук    | Росія       | Кубок світу ФІДЕ 2011                          |
| Василь Іванчук      | Україна     | Кубок світу ФІДЕ 2011                          |
| Руслан Пономарьов   | Україна     | Кубок світу ФІДЕ 2011                          |
| Сергій Карякін      | Росія       | Рейтинг ФІДЕ (липень 2011 та січень 2012 року) |
| Веселин Топалов     | Болгарія    | Рейтинг ФІДЕ (липень 2011 та січень 2012 року) |
| Хікару Накамура     | США         | Рейтинг ФІДЕ (липень 2011 та січень 2012 року) |
| Вугар Гашимов       | Азербайджан | Рейтинг ФІДЕ (липень 2011 та січень 2012 року) |
| Теймур Раджабов     | Азербайджан | Рейтинг ФІДЕ (липень 2011 та січень 2012 року) |
| Шахріяр Мамед'яров  | Азербайджан | Рейтинг ФІДЕ (липень 2011 та січень 2012 року) |
| Фабіано Каруана     | Італія      | Квота президента ФІДЕ                          |
| Олександр Морозевич | Росія       | Квота спонсора турніру компанії AGON           |
| Ван Хао             | КНР         | Квота спонсора турніру компанії AGON           |
| Петер Леко          | Угорщина    | Квота спонсора турніру компанії AGON           |
| Леньєр Домінгес     | Куба        | Квота спонсора турніру компанії AGON           |
| Аніш Гірі           | Нідерланди  | Квота спонсора турніру компанії AGON           |
| Рустан Касимджанов  | Узбекистан  | Квота спонсора турніру компанії AGON           |

Від участі в серії відмовилися три шахісти з найвищим рейтингом, зокрема: Магнус Карлсен, Левон Аронян та Володимир Крамник. Також в Гран-прі не бере участь чемпіон світу Вішванатан Ананд.

### Розклад та переможці
| Місто    | Дата             | Шахіст                                            | Країна                       | +   | −   | =   | Очки |
| -------- | ---------------- | ------------------------------------------------- | ---------------------------- | --- | --- | --- | ---- |
| Лондон   | 20 вер — 3 жовт  | Веселин Топалов Борис Гельфанд Шахріяр Мамед'яров | Болгарія Ізраїль Азербайджан | 3 4 | 0 1 | 8 6 | 7    |
|          |                  |                                                   |                              |     |     |     |      |
| Ташкент  | 21 лист — 5 груд | Сергій Карякін Ван Хао Олександр Морозевич        | Росія КНР Росія              | 3 4 | 1 2 | 7 5 | 6½   |
|          |                  |                                                   |                              |     |     |     |      |
| Цуг      | 17 квіт — 1 трав | Веселин Топалов                                   | Болгарія                     | 5   | 0   | 6   | 8    |
|          |                  |                                                   |                              |     |     |     |      |
| Салоніки | 22 трав — 4 чер  | Леньєр Домінгес                                   | Куба                         | 6   | 1   | 4   | 8    |
|          |                  |                                                   |                              |     |     |     |      |
| Пекін    | 3-17 липня       | Шахріяр Мамед'яров                                | Азербайджан                  | 5   | 2   | 4   | 7    |
|          |                  |                                                   |                              |     |     |     |      |
| Париж    | 21 вер — 5 жовт  | Фабіано Каруана Борис Гельфанд                    | Італія Ізраїль               | 4 4 | 1   | 6   | 7    |

### Залік Гран-прі
| Шахіст              | Рейтинг (серпень 2012) | Лондон | Ташкент | Цуг | Салоніки | Пекін | Париж | 2 найкращих результати |
| ------------------- | ---------------------- | ------ | ------- | --- | -------- | ----- | ----- | ---------------------- |
| Веселин Топалов     | 2752                   | 140    |         | 170 | 45       | 100   |       | 410                    |
| Шахріяр Мамед'яров  | 2729                   | 140    | 80      | 20  |          | 170   |       | 390                    |
| Фабіано Каруана     | 2773                   |        | 80      | 100 | 125      |       | 155   | 380                    |
| Борис Гельфанд      | 2738                   | 140    | 30      |     |          | 30    | 155   | 325                    |
| Олександр Грищук    | 2763                   | 90     |         |     | 85       | 140   | 75    | 315                    |
| Хікару Накамура     | 2778                   | 15     |         | 140 | 60       |       | 100   | 300                    |
| Олександр Морозевич | 2770                   |        | 140     | 75  | 25       | 65    |       | 280                    |
| Леньєр Домінгес     | 2725                   | 35     | 20      |     | 170      |       | 75    | 280                    |
| Сергій Карякін      | 2785                   |        | 140     | 50  |          | 65    |       | 255                    |
| Ван Хао             | 2726                   | 70     | 140     |     |          | 30    | 45    | 255                    |
| Руслан Пономарьов   | 2734                   |        | 50      | 100 | 85       |       | 45    | 235                    |
| Петер Леко          | 2737                   | 80     | 50      | 50  |          | 100   |       | 230                    |
| Гата Камський       | 2744                   |        | 10      | 75  | 125      | 10    |       | 210                    |
| Рустан Касимджанов  | 2684                   | 35     | 80      | 20  | 70       |       |       | 185                    |
| Василь Іванчук      | 2769                   | 55     |         |     | 10       | 30    | 45    | 130                    |
| Аніш Гірі           | 2711                   | 15     |         | 50  |          | 65    | 10    | 130                    |
| Етьєн Бакро         | 2725                   |        |         |     | 25       |       | 100   | 125                    |
| Петро Свідлер       | 2749                   |        | 50      |     | 45       |       |       | 95                     |
| Ван Юе              | 2685                   |        |         |     |          | 65    |       | 65                     |
| Майкл Адамс         | 2725                   | 55     |         |     |          |       |       | 55                     |
| Євген Томашевський  | 2730                   |        |         |     |          |       | 45    | 45                     |
| Теймур Раджабов     | 2788                   |        |         | 20  |          |       |       | 20                     |
| Лоран Фрессіне      | 2714                   |        |         |     |          |       | 20    | 20                     |
| Вугар Гашимов       | 2737                   |        |         |     |          |       |       | 0                      |

Майкл Адамс замінив Свідлера на турнірі в Лондоні .
Етьєн Бакро замінив Теймура Раджабова на турнірі в Салоніках .
Ван Юе замінив Теймура Раджабова на турнірі в Пекіні .
Етьєн Бакро, Євген Томашевський та Лоран Фрессіне замінили Петра Свідлера,  Теймура Раджабова та Сергія Карякіна на турнірі в Парижі.